# Microgomphus
Microgomphus là một chi chuồn chuồn ngô thuộc họ Gomphidae. Nó gồm các loài:
- Microgomphus nyassicus
- Microgomphus schoutedeni
- Microgomphus wijaya